# Piaキャロットへようこそ!!3
『Pia♥キャロットへようこそ!!3』（ピアキャロットへようこそ!!スリー、略称：Pia3、Piaキャロ3）は、2001年11月30日にF&C FC02より発売された18禁恋愛アドベンチャーゲーム+恋愛シミュレーションゲーム。
家庭用ゲーム機版は、2003年3月27日にNECインターチャネルより、『round summer』のサブタイトルで全年齢対象のPlayStation 2版（2005年3月3日にCEROレーティング15歳以上対象の廉価版発売）とCEROレーティング18歳以上対象のドリームキャスト版が発売された。2008年8月29日にはアイチェリーから、Hシーンのオリジナル新作動画を追加したDVDプレイヤーズゲーム（DVD-PG）版が発売されている。
2002年には本作を原作とした劇場版アニメ『Pia♥キャロットへようこそ!! 劇場版〜さやかの恋物語〜』が公開された。18禁ゲームを原作とした劇場版アニメは本作が初である。また、この劇場版公開に合わせた公開記念版ゲームが2002年10月18日に発売された。

## 概要
時間軸としては『Pia♥キャロットへようこそ!!2』から1年後、『Pia2.2』から約半年後に相当しており、『Pia2.2』において主人公の前田耕治が愛沢ともみから好かれつつ、彼女ではなく日野森あずさとハッピーエンドを迎えた場合から続く物語。
ユーザーに意見を反映する機会を提供し、作品に親しみを感じてもらうため、13種の候補の中から劇中に登場する制服を選ぶコスチュームコンテストがF&Cのホームページと『電撃G'sマガジン』で行われた。投票の結果としてフローラルミントタイプとトロピカルタイプが採用され、また発売直前に不二家系列のレストラン「ブロンズパロット」の制服がモデルのぱろぱろタイプが発表されている。
一般のルートにおける予約受付に先立ち、2001年8月に10,000人限定の先行予約販売が行われた。この予約販売では購入者には先に壁紙集『ぴあかべ』と先行予約特典のコースターなどが送付され、発売日にゲーム本体が届くという2段階の発送が行われた。後の『Piaキャロットへようこそ!!G.O. 〜グランド・オープン〜』でもファンクラブ限定通販におけるランチボックスにおいて、同様の手法が取られている。

## 開発背景から発売まで
前作『Pia2』の発売後、開発スタッフの多くが退社。特に、シリーズの人気に大きな影響を与えた甘露樹やみつみ美里らの離脱は大きな打撃となったため、当初、シリーズの企画者である稲村竜一は続編を考えていなかった。しかし、『Piaキャロ』を慕って入社した新たなスタッフの増加や、カクテル・ソフトが組織改編でFC02に変更され、心機一転を図れたことが、本作品誕生の後押しとなった。
『Pia2』から本作品までの4年間でアダルトゲームの流行も大きく変わり、Keyの『Kanon』『AIR』の相次ぐヒットによる「泣き」「感動」、TYPE-MOONの『月姫』の大ブームによる「燃え」が大きな要素となったことから、本作品では笑い・パロディは抑え目になり、正統派のラブストーリーへ路線変更されたが、こちらは旧スタッフがいないことが好要素となり、スムーズに移行された。一方、離脱したスタッフが手がけた、Leafの『こみっくパーティー』は『Pia2』のクオリティと同人系パロディ志向をそのまま持ち込んだため、新規のファンを獲得した反面、旧来のLeafファンの反発を招く結果となっている。
具体的には、キャラクターの設定から漫画・同人・コスプレといった前作や離脱したスタッフを連想させ、ファミリーレストランを舞台とするラブストーリーにそぐわないものや、性別を偽って勤務する店員といった非現実的なものは排除された。BGMは各ヒロインごとにそのキャラクターをイメージさせる曲が用意されており、OP曲は『Go!Go!ウェイトレス』とは全くイメージの異なる曲となっている。
舞台設定の企画は難航し、都会の一角での夏物語だった前作までの差別化のため秋や冬に時季を移そうという意見も出たが、シリーズとしての統一感を保持するため、本作品でも季節を夏とすることに決定。夏らしい舞台として海岸通りに店舗を据えた。シリーズ第3作であるので順当ならば舞台も3号店となるはずだが、3号店の構想は稲村竜一の中ですでにできあがっていたため、スタッフ一丸となって、白紙の状態から制作に取り掛かる対象として、新たに4号店を登場させることになった。

## Pia2からの変更点
本作の舞台は4号店であるが、イベントで本店や2号店も登場する。また、Moveコマンドを選んだ後の移動先選択は2段構造となった。『Pia2』では寮の内外を問わず移動先が列挙されていたが、本作では寮を選択した後に誰の部屋に行くかという選択を行う構造となっている。また、スケジュール編成のシステムにも変更が加えられ、午前か午後かを選択するようになった。編成時にもスケジュール表が表示されており、ヒロイン達のスケジュールを見ながら組むことが可能（ただし、本作では出勤している時間帯のみ）。
キャラクターの設定上の変化では、『Pia1』のヒロインの一人"森原さとみ"が木ノ下祐介と結婚し、"木ノ下さとみ"として本店のマネージャーとして登場していること、『Pia1』当時本店のマネージャーであった"神無月志保"は3号店の店長を務めていること、前作の主人公"前田耕治"は"日野森あずさ"と交際中である、という点がある。
システム上の変更点としては、セーブデータにアイコンを付けられるようになったという点がある。攻略可能なヒロイン8人の中から選べるため、攻略中のキャラをチェックするなどの用途がある。また、音声のON/OFFをキャラ別に設定できるようになったことと、『Pia1』ではPC-FX版のみ、『Pia2』でも家庭用でのみ実装されていたメッセージスキップがPC版でも実装されたほか、PC-FX版『Pia1』では設定の組み合わせで可能であった、ヒロインの台詞は表示されずボイスのみとなる"ドラマチックモード"と呼ばれるオートモードも追加された。

## ストーリー
Piaキャロット本店でバイト中の学生・神無月明彦は夏休みを前に、オーナーから近日オープンの4号店へのヘルプ要請を受ける。明彦は同じ店で働く高井さやかに想いを寄せていたが、その話を聞いた彼女から引き留められることもなく、そのまま4号店へ向かう日が来てしまう。

## 登場人物
神無月明彦（かんなづき あきひこ）
声：『劇場版』私市淳
『3』『3.3』の主人公、両作品とも名前は変更可能。『1』に登場した神無月志保の二人いる弟の内の一人である。本店でバイトをしているが、4号店へのヘルプの依頼を受ける。
『劇場版』ではゲームとは逆に、彼がさやかを引き留めずに4号店へ送り出す。
高井さやか（たかい さやか）
声：『3』永見はるか、『劇場版』かかずゆみ
『3』のメインヒロインで、本店で働く同僚。深窓の令嬢的な外見とは裏腹に、明るい江戸っ子的な性格。
『3.3』では実家の苦しい家系を助けるため、卒業後Piaキャロットに就職という形で引き続き本店で働いている。明彦との関係はあまり進展していない。就職後の研修で4号店に行っている。
『劇場版』ではゲーム版と異なり、彼女が4号店へ派遣される。
羽瀬川朱美（はせがわ あけみ）
声：草柳順子
4号店店長代理。23歳。ドジで失敗も多いが明るく優しい性格でムードメーカー的存在。酒癖が悪い。発売後の人気投票において1位を獲得。
『3.3』では正式に店長に就任するが、売り上げ不振のためその座は風前の灯火状態。
『劇場版』でも4号店店長代理。
岩倉夏姫（いわくら なつき）
声：『3』姫川阿子、『劇場版』根谷美智子
4号店マネージャー。朱美の1年後輩だが、厳しい雰囲気もあって先輩に見える。木下貴子との相性は最悪。
『3.3』では諸処の事情により長期休暇を取っているという設定で登場。
『劇場版』でも4号店マネージャーとして登場。客足が鈍った原因を的確に判断し対策を求める。
冬木美春（ふゆき みはる）
声：『3』かわしまりの、『劇場版』今井由香
4号店オープニングスタッフの一人。19歳。クールで何事もテキパキとこなし、他人に干渉しない。実は視力が悪く仕事中はコンタクト、プライベートでは眼鏡を使用している。実家は金持ち。
『3.3』の時点では4号店に就職となっており、3号店で研修中である。
『3』では明彦だけを避けているが、『劇場版』では全般的に距離を置いた態度をしている。
君島ナナ（きみしま ナナ）
声：『3』日向裕羅、『劇場版』望月久代
4号店オープニングスタッフの一人。天然ボケ気味な、清楚でおっとりした少女。地元出身であり、4号店の近くの森林公園には毎日のように散歩に通っている。 明彦より1年年下。
『3.3』では受験のため一時バイトをやめている。
木ノ下貴子（きのした たかこ）
声：『3』緒田マリ、『劇場版』木村亜希子
『3』の舞台である4号店の、社員寮の管理人。さっぱりした豪快な性格で、食欲旺盛。真夏でも冷房を全開にしてこたつに入るのが趣味。岩倉夏姫との相性は最悪。『3.3』でも引き続き寮の管理人をしている。年齢の話を嫌う。
発売前に行われた人気投票では高井さやかと同率の1位であった。
天野織江 （あまの おりえ）
声：『3』和田カヨ、『劇場版』堀江由衣
美崎海岸駅前のビデオ屋の店員。ボーイッシュで少年に間違われる。親の都合で、幼少期から全国を転々として来た。
『劇場版』でもビデオ屋の店員として登場。
愛沢ともみ（あいざわ ともみ）
前作にも登場。『3』では正式にバイト採用となり、訳あって4号店のヘルプに出ている。前作で見受けられたわがままさはなくなり、真面目で仕事熱心な性格に成長している。以前より髪が短くなっている。
『3.3』では1年ぶりに明彦との再会を果たす。
木ノ下昇（きのした のぼる）
声：『3』ルネッサンス山田、『劇場版』岸尾大輔
『3』および『3.3』においてともに4号店で働く男性バイト。陽気で大らかだが、嫉妬深い面を持つ。貴子の甥であるが、彼女を"叔母さん"と呼んでも"オバサン"と解釈され殴られる。派手な服を好む。
『3.3』ではナナと交際している。
元木誠治（もとき せいじ）
夏姫と交際しているハンサムな好青年。実家は銀行を経営している。
冬木春彦（ふゆき はるひこ）
声：御園行洋
美春の弟。控えめで大人しい性格。仲杉通りで交通整理のアルバイトをしている。
松浦彰一（まつうら しょういち）
『3』および『劇場版』で登場する、美春の悪友の一人。東京在住。
本作では名前不明であるが、後年発売された『G.O. TOYBOX2』のキャラ紹介において名が「彰一」であることが明かされている。
加藤孝雄（かとう たかお）
『3』および『劇場版』で登場する、美春の悪友の一人。東京在住。
本作では名前不明であるが、後年発売された『G.O. TOYBOX2』のキャラ紹介において名が「孝雄」であることが明かされている。
神塚ユキ（かみづか ユキ）
声：『3』梶田夕貴、『劇場版』矢島晶子
前作にも登場。『3』ではともみの友人として、店の盆休みの時に紀子と二人で寮にやってくる。
『3.3』でもともみの所に紀子と二人で押しかける。
『劇場版』では水着コンテストに単独で参加。
志摩紀子（しま のりこ）
声：『劇場版』水樹奈々
前作にも登場。『3』では親友二人と離れていたが、夏休みを利用して久しぶりにともみに会いに戻ってきた。
『3.3』でもユキと2人でともみの部屋に来る。
『劇場版』でもユキとセットで登場する。
森原さとみ（もりはら さとみ）・木ノ下さとみ （きのした さとみ）
声：PC版井上ゆうか、家庭機用友永朱音
『1』のメインヒロイン。『3』では3号店の店長となった志保の後を継ぎ、本店マネージャーとして登場する。ただし近々産休を取る予定である。
『3.3』では直接の登場はないものの男女の双子を出産したことが明かされる。
神無月志保（かんなづき しほ）
声：PC版歌織、家庭用富山あかり
『1』のヒロイン。『3』では3号店店長。同作の主人公・明彦の姉であるため、『3』系列作品では主人公に同期する形で名字が変わる。
木ノ下留美（きのした るみ）
『1』のヒロイン。『3』では一枚絵にのみ登場。後に3号店に転属となるが、『3.3』ではマネージャー見習いとして4号店に派遣される。
木ノ下泰男（きのした やすお）
祐介や留美の父親。『3』では本店の店長としての登場の他、ゲーム終盤に4号店へ視察に訪れる。木ノ下貴子、昇、千鶴は親戚。
前田耕治（まえだ こうじ）
声：『3』坂本薫、『劇場版』石田彰
『2』『2.2』『2DX』の主人公。『3』でも2号店に勤務しており、昔は一悶着あった日野森あずさとも順調に交際中。『2』の時とは異なり、『3』の主人公明彦をたしなめる大人として描かれている。
『3.3』でも引き続きあずさと交際中。つかさ仕込みのわんわん語も少し覚えたらしい。
『劇場版』でもあずさと交際中。あずさとの関係はともみの心に重くのしかかる。
日野森あずさ（ひのもり あずさ）
『2』のメインヒロイン。『3』および『劇場版』では耕治と順調に交際中である。
『3.3』の時点でも交際を続けているが、ともみはこのころには既に吹っ切れたような感じも受ける。
以下は『Piaキャロットへようこそ!!3』本編では登場しないが、関連作品で登場するキャラクター。
木ノ下千鶴 （きのした ちづる）
『3.3』で初登場。4号店の営業不振の調査のため派遣されてきたスーパーバイザー。貴子の従妹であり容姿も似ているが、性格は正反対。
如月しおり（きさらぎ しおり）
『3.3』に登場。
日野森美奈（ひのもり みな）
『2』のヒロイン。『3.3』ではつかさと共に4号店へヘルプに派遣される。獣医師志望であるが進路に悩んでいる。
榎本つかさ（えのもと つかさ）
『2』のヒロイン。『3.3』では心理学志望の浪人生である。2号店よりヘルプに派遣される。
桑島みゆき（くわしま みゆき）
声：新谷良子
『劇場版』オリジナルキャラで、キーキャラクター。

## スタッフ
- 企画・構成・シナリオ・ディレクター：稲村竜一
- 原画・キャラクターデザイン
  - 橋本タカシ（制服デザイン、さやか・ともみ・夏姫・他）
  - 藤宮博也（ナナ・織江）
  - 蓮見江蘭（朱美・美春）
  - 鈴平ひろ（貴子）
- 音楽：おおくまけんいち

## 主題歌
OP「永遠のストーリー」
作詞：ドン・マッコウ (TWO-FIVE) / 作曲：おおくまけんいち / 歌：美羽
ED1「恋人たちの伝説」
作詞：ドン・マッコウ (TWO-FIVE) / 作曲：おおくまけんいち / 歌：美羽
ED2（家庭用追加曲）「ハッピーエンドからはじめよう」
作詞：ドン・マッコウ (TWO-FIVE) / 作曲：おおくまけんいち / 歌：美羽

## Pia♥キャロットへようこそ!!3.3
『Pia♥キャロットへようこそ!!3.3』は、2004年4月23日にNECインターチャネルよりゲームボーイアドバンス用に発売された、『Pia♥キャロットへようこそ!!3』の外伝作品。ストーリーは『Pia3』において誰も攻略できなかった状態から続いているが、冒頭にともみを背負っているシーンのCGがあるなど、イベント上はともみのシナリオを踏襲している。トロピカルタイプの制服は収録されていない。

### Pia3からの変更点
それまでの作品と異なり、登場するヒロインたちの自信と元気を取り戻してあげることで店の雰囲気を明るくしていくというシステムとなっており、パラメータは各ヒロインの自信と元気、それと全ヒロインの自信および元気から算出される店の雰囲気であり、主人公本人のパラメータは体調のみである。また、スケジュール編成では午前・午後の選択はなく午後のみとなっている。スケジュール編成時にヒロイン達の担当業務が表示されているという特徴があり、これはゲームの目的にも直結している。また、バイト終了後にも寮内でのコマンド入力があるのが特徴。ちなみに、体調が0になったりイベントによってバイトを休んだ場合、休日（金曜日）に倉庫整理をやらされるという特徴がある。
また、音楽も基本的には『Pia3』の物をハードに合わせてアレンジして使っているが、一部に『Pia2』や『With You 〜みつめていたい〜』の物も使用されている。
キャラクターの設定上の変化では、『Pia3』においては店長代理であった羽瀬川朱美が正式に就任している一方、当時マネージャーであった岩倉夏姫が個人的な事情で休暇を取っており、木ノ下留美がマネージャー研修生として派遣される。また、君島ナナが受験のため一時バイトを辞めており、冬木美春は正式にPiaキャロットへ就職したため、研修で出向いているという変化もある。

### ストーリー（3.3）
『3』から1年、神無月明彦に再び4号店へのヘルプの依頼が回ってきた。当初から勤務しているスタッフの一部が研修のために店を離れており、今回はヘルプ依頼の規模も大きい。しかし4号店の売り上げが伸び悩んでおり、本部からスーパーバイザーとして派遣されてきた木ノ下千鶴は、現在のスタッフのやり方に厳しい指摘を飛ばす。そのためにスタッフの意気は下がり、店の雰囲気も暗くなってしまう。

### スタッフ（3.3）
- キャラクターデザイン：橋本タカシ、蓮見江蘭、鈴平ひろ、南野彼方
- 原画：南野彼方、蓮見江蘭
- シナリオ：政木亮
- オリジナル音楽制作：おおくまけんいち (TWO-FIVE) 、DOORS MUSIC ENTERTAINMENT

## 劇場版
『Pia♥キャロットへようこそ!! 劇場版〜さやかの恋物語〜』はF&C FC02の18禁恋愛シミュレーションゲーム『Pia♥キャロットへようこそ!!3』を原作とした劇場版アニメである。2002年10月19日から同年11月22日まで、ワーナー・マイカル系劇場4館で公開された。18禁ゲームを原作とした初の劇場アニメ作品である点は、『AIR』などに先んじている。
原作ゲームの主なイベントをダイジェスト的にまとめた作品ではあるが、原作と大きく異なる点としては主人公が高井さやかとなっており、4号店へヘルプへ向かうのが彼女であるという点がある。そのため、18禁ゲームを原作としたアニメの中でもハーレムアニメに該当しない数少ない作品となっている。
「18禁ゲーム史上初の劇場アニメ化」という話題性はあったものの、作画レベルの低さが目立ち、ファン向けのお祭り以上ではなかった。2003年3月21日に発売されたDVDでは大幅に描き直されているが、堀江由衣が「堀江由依」となっていたエンドロールの表記ミスは修正されていない。

### スタッフ（さやかの恋物語）
- 原作 - Piaキャロットへようこそ!!3
- 企画協力 - 笹岡洋光
- スーパーバイザー - 稲村竜一
- 監督・絵コンテ - ムトウユージ
- 脚本 - 西園悟
- オリジナルキャラクターデザイン - 橋本タカシ、蓮見江蘭、藤宮博也、鈴平ひろ
- キャラクターデザイン・総作画監督 - きしもとせいじ
- 作画監督 - きしもとせいじ、小川浩司、つばたよしあき、岩井優器、杉藤さゆり、江上夏樹
- 演出 - 高瀬節夫
- 美術監督 - 小倉一男
- 色彩設定 - 笛吹康二
- 撮影監督 - 岸克芳
- 音楽 - 大久保智弘
- 録音監督 - 飯塚康一
- 音響監督 - えびなやすのり
- エグゼクティブプロデューサー - 横濱豊行、渡辺義一、岡隆宏、遠藤結城、宮地信弘、高橋豊、木綿克己
- プロデューサー - 渡邊沙月、渡辺義一、南雅彦
- アニメーション制作 - アイムーヴ
- 製作協力 - ボンズ
- 製作 - Piaキャロットへようこそ!! 劇場版フィルムパートナーズ（オメガ・ミコット、シャルラクプラス、ドリームビジョン、ゲオ、セブンエイト、ムービック、テレビ東京）
- 配給 - オメガ・ミコット

### 主題歌（さやかの恋物語）
オープニングテーマ「I wish」
作詞・作曲 - Salia / 編曲 - 清水武人 (HΛL) / 歌 - Reica
エンディングテーマ「close to you」
作詞 - 今村宏美 / 作曲 - 内山肇、山下雄大 / 編曲 - 清水武人 (HΛL) / 歌 - Reica
挿入歌「渚のウェイトレス」
作詞 - ムトウユージ / 作曲 - 大久保智弘 / 歌 - 高井さやか（かかずゆみ）、愛沢ともみ（倖月美和）、羽瀬川朱美（草柳順子）、岩倉夏姫（根谷美智子）、君島ナナ（望月久代）、冬木美春（今井由香）

### 関連商品（さやかの恋物語）
- DVD
  - 特報!!Piaキャロットへようこそ!! -さやかの恋物語- 劇場公開記念特別限定版メイキングDVD
- CD
  - I wish / close to you
  - Pia♥キャロットへようこそ!! 劇場版〜さやかの恋物語〜 サウンドトラック（2003年5月21日）

## Pia♥キャロットへようこそ!!3 ヒロインズFunBox
『Pia♥キャロットへようこそ!!3 ヒロインズFunBox』は、2002年12月20日にホロンより発売されたタイピングゲーム、ファンディスク。全年齢対象。

### 作品内容
各キャラクターのタイピングをクリアすると、そのキャラクターの設定画・原画・ラフ画が閲覧できる。原作同様制服は選択可。
- さやか・朱美・貴子 - 短文を一定時間内にタイピングする。
- ともみ・ナナ：キーをタイミングよく叩く。
- 美春：単音をタイミングよく叩く。
- 夏姫：タイピング練習モード。

### スタッフ（ヒロインズFunBox）
個々のスタッフ、キャスト、使用歌は原作と同じ。
- 原作・協力：『Pia♥キャロットへようこそ!!3』、F&C・FC02
- エグゼクティブプロデューサー：脇坂龍二
- 企画・プロデューサー：小津謙一
- 開発：株式会社ダイス
- プロデューサー・進行管理：川口淳
- ディレクター・ゲームデザイン・問題作成：カトウタカシ
- グラフィック管理・OP、EDアニメーター：中村優子
- テキスト作成：川口淳、カトウタカシ
- 製作：ホロン株式会社

## 関連商品

### 漫画
角川書店『コンプティーク』2003年9月号から2004年3月号まで『Piaキャロットへようこそ!!3 〜恋愛メニュー始めました〜』のタイトルで連載後、単行本化。作画は渡瀬のぞみ。
単行本は全1巻。2004年6月10日発売。<ISBN 4-04-713629-8>

### 小説
パラダイムノベルス
ジュブナイルポルノ。
- 上巻 - 2002年5月10日発売 <ISBN 4-89490-150-1>
- 中巻 - 2002年8月20日発売 <ISBN 4-89490-158-7>
- 下巻 - 2002年12月10日発売 <ISBN 4-89490-168-4>

- 以上3冊とも、著 - ましらあさみ / 挿絵 - 畑まさし / 刊行 - パラダイム

ムーンノベルス
多少の性描写あり。
- 上巻 ともみの願い - 2002年10月10日発売 <ISBN 4-89601-616-5>
- 下巻 さやかの想い - 2002年10月20日発売 <ISBN 4-89601-611-4>

- 以上2冊とも、著 - 真田一成 / 挿絵 - まっぷ / 刊行 - ぺんぎん書房 / 発売 - ムービック

- それぞれの夏 - 2003年4月10日発売 <ISBN 4-89601-642-4>

- 著 - 如月麻人 / 挿絵 - まっぷ / 刊行 - ぺんぎん書房 / 発売 - ムービック

- ともみ、夏姫、貴子を主人公とした短編集。

ファミ通文庫
一般作。
- Refrain Summer - 2002年7月31日発売 <ISBN 4-7577-0926-9>
- Brilliant Summer - 2003年4月1日発売 <ISBN 4-7577-1322-3>

- 著 - 蕪木統文 / 挿絵 - 後藤潤二 / 刊行 - エンターブレイン

G-type NOVELS
ジュブナイルポルノ。
- 海辺の秋物語 - 2009年3月25日発売 <ISBN 978-4862525499>

- 著 - 舞田朗 / 挿絵 - 鬼ノ仁 / 刊行 - コアマガジン

## 人気投票・評価
美少女ゲーム雑誌BugBugの「2001年読者が選ぶ美少女ゲーム年間ランキング」のヴォイス部門で1位を獲得した。
また、総合部門とゲーム性部門で3位にランクインしたほか、サウンド部門で2位。
各部門のページには、複数の原画家を起用しながらも統一感が出ている点や、キャラクターの雰囲気に合ったキャスティング、作品の世界観に合った音楽を評価するコメントが寄せられた。